# Davis Cup 1971
In 1971 werd het toernooi om de Davis Cup  voor de 60e keer gehouden. De Davis Cup is het meest prestigieuze tennistoernooi voor landen dat sinds 1900 elk jaar wordt georganiseerd.
De Verenigde Staten won voor de 23e keer de Davis Cup door in de finale Roemenië met 3-2 te verslaan.
Dit jaar was het de laatste keer dat de regerend kampioen automatisch in de finale speelt.
De deelnemers strijden in de verschillende regionale zones tegen elkaar. De winnaar van elke zone speelt het interzonaal toernooi. De winnaar daarvan speelt tegen de regerend kampioen om de Davis Cup.

## Finale
Verenigde Staten -  Roemenië 3-2 (Charlotte, Verenigde Staten, 8-11 oktober)

## Interzonaal Toernooi
|  | halve finale 1-3 augustus | halve finale 1-3 augustus |  |          | finale 21-23 augustus | finale 21-23 augustus |
|  |                           |                           |  |          |                       |                       |
|  |                           |                           |  |          |                       |                       |
|  | Brazilië                  | 4                         |  |          |                       |                       |
|  | Tsjecho-Slowakije         | 1                         |  |          |                       |                       |
|  |                           |                           |  |          | Brazilië              | 1                     |
|  |                           |                           |  | Roemenië | 4                     |                       |
|  | India                     | 1                         |  |          |                       |                       |
|  | Roemenië                  | 4                         |  |          |                       |                       |

Eerst genoemd team speelt thuis

## België
België speelt in de Europese zone.
| datum      | tegenstander | uitslag | locatie | groep   | ronde       | winst/verlies |
| ---------- | ------------ | ------- | ------- | ------- | ----------- | ------------- |
| 16-05-1971 | Sovjet-Unie  | 1-4     | thuis   | EUR udt | kwartfinale | v             |
| 02-05-1971 | Griekenland  | 3-1     | uit     | EUR udt | 1e ronde    | w             |

België bereikte de kwartfinale van de Europese zone.

## Nederland
Nederland speelt in de Europese zone.
| datum      | tegenstander | uitslag | locatie | groep   | ronde    | winst/verlies |
| ---------- | ------------ | ------- | ------- | ------- | -------- | ------------- |
| 02-05-1971 | Roemenië     | 0-5     | uit     | EUR udt | 1e ronde | v             |

Nederland werd al in de eerste ronde uitgeschakeld.
| niveau 1 | niveau 2 | niveau 3 | niveau 4 | niveau 5 |

Algemeen · Opzet · Finales · Winnaars 
 België ·  Nederland ·  Aruba ·  Nederlandse Antillen 

1900 · 1901 · 1902 · 1903 · 1904 · 1905 · 1906 · 1907 · 1908 · 1909 · 1910 · 1911 · 1912 · 1913 · 1914 · 1915 · 1916 · 1917 · 1918 · 1919 · 1920 · 1921 · 1922 · 1923 · 1924 · 1925 · 1926 · 1927 · 1928 · 1929 · 1930 · 1931 · 1932 · 1933 · 1934 · 1935 · 1936 · 1937 · 1938 · 1939 · 1940 · 1941 · 1942 · 1943 · 1944 · 1945 · 1946 · 1947 · 1948 · 1949 · 1950 · 1951 · 1952 · 1953 · 1954 · 1955 · 1956 · 1957 · 1958 · 1959 · 1960 · 1961 · 1962 · 1963 · 1964 · 1965 · 1966 · 1967 · 1968 · 1969 · 1970 · 1971 · 1972 · 1973 · 1974 · 1975 · 1976 · 1977 · 1978 · 1979 · 1980 · 1981 · 1982 · 1983 · 1984 · 1985 · 1986 · 1987 · 1988 · 1989 · 1990 · 1991 · 1992 · 1993 · 1994 · 1995 · 1996 · 1997 · 1998 · 1999 · 2000 · 2001 · 2002 · 2003 · 2004 · 2005 · 2006 · 2007 · 2008 · 2009 · 2010 · 2011 · 2012 · 2013 · 2014 · 2015 · 2016 · 2017 · 2018 · 2019 · 2020-2021 · 2022 · 2023 · 2024 · 2025